# 5003 Silvanominuto
5003 Silvanominuto este un asteroid din centura principală, descoperit pe 15 martie 1988, de Walter Ferreri.